# روکسبرت مارتین
روکسبرت مارتین (انگلیسی: Roxbert Martin؛ زادهٔ ۵ نوامبر ۱۹۶۹) ورزشکار دو و میدانی اهل جامائیکا است.
وی در مسابقات کشوری و بین‌المللی در مجموع برندهٔ ۱ مدال طلا، ۱ مدال نقره، ۱ مدال برنز شده‌است.